# Argenna yakima
Argenna yakima là một loài nhện trong họ Dictynidae.
Loài này thuộc chi Argenna. Argenna yakima được Ralph Vary Chamberlin & Willis J. Gertsch miêu tả năm 1958.